# École dans l'Égypte antique
L'école correspond au premier stade de l'éducation scolaire des enfants des classes aisées et/ou intellectuelles de l'Égypte antique.
Il existait deux lieux distincts d'instruction où la progéniture des élites, des fonctionnaires et du clergé pouvait se rendre afin de recevoir un enseignement adapté à leur rang social. Le terme générique d'« école » renvoie à l’institution de l’ât seba(y.t), littéralement « le lieu d’instruction ».
La première mention de l’école se rencontrent à la Première Période intermédiaire, dans la tombe d’un nomarque d’Assiout. 
Plusieurs textes font allusion à l’envoi de l’enfant dans ce lieu d’enseignement alors qu'aucun document ne mentionne le fait que le jeune Égyptien débutait son instruction à la Maison de vie égyptienne, l'autre lieu antique qui accueillait les écoliers égyptiens. L’institution de l’ât seba(y.t) semble donc avoir été la première étape de l’apprentissage des élèves et le per ânkh, la seconde étape dans leur instruction. Ce fait n’était toutefois valable que lorsque ces deux établissements étaient situés dans une aire géographique proche. Il n’est pas impossible que la Maison de Vie se soit substituée à l’école lorsqu’il n’y en avait pas à proximité.
Les archéologues ont découvert les ruines d'une école attenante au temple dans le Ramesséum à Thèbes.